# Marius Flothuis
Marius Flothuis, né à Amsterdam le 30 octobre 1914 et mort dans la même ville le 13 novembre 2001, est un compositeur, musicologue et critique musical néerlandais.

## Biographie

### Études et musicologie
Flothuis a d'abord suivi des cours au Vossius Gymnasium d'Amsterdam. Il y étudia le piano la théorie musicale avec Hans Brandts Buys. Ses études de musicologie se poursuivirent à l'Université d'Amsterdam sous la direction d'Albert Smijers et K. Kempers Bernet. Flothuis obtint son diplôme en 1969 avec une thèse consacrée aux arrangements des  œuvres de Mozart.
En 1937, Marius Flothuis devint directeur artistique assistant du Concertgebouw d'Amsterdam. En 1942, sa carrière fut brutalement interrompue, du fait de son refus d'obéir à l'occupant allemand. De 1946 à 1950, il fut bibliothécaire à la Fondation Donemus, et critique musical jusqu'en 1953. Cette année, Flothuis retrouva l'orchestre du Concertgebouw, devenant à nouveau directeur artistique jusqu'en 1974.
Marius Flothuis fut également professeur de musicologie à l'Université d'Utrecht de 1974 à 1983. Sa réputation internationale reposait alors sur ses études consacrées à Mozart. De 1980 à 1994, il fut président du Zentral Institut für Mozart-Forschung à Salzbourg. Il était considéré comme une autorité dans le domaine de la musique de Mozart, ce qui l'amena à écrire des cadences pour certains des concertos pour piano du compositeur autrichien.

### Carrière de compositeur
En tant que compositeur, Flothuis resta en grande partie autodidacte. Il composa d'abord dans un langage relativement conservateur, influencé par Bertus van Lier. C'est seulement dans les années soixante qu'il s'en détacha et suivit son intuition personnelle.
Son catalogue compte plus de cent numéros d'opus.
Flothuis a reconnu sa préférence marquée pour les compositeurs français comme Debussy et Ravel. Ses compositions, dans presque tous les genres, ont peu à voir avec les turbulences de la modernité. Sa musique véhicule des valeurs universelles plutôt subtiles et exprimées de manière concise, accordée à un équilibre classique, aspect du caractère d'un compositeur que l'on retrouve dans ses écrits.
Jusqu'à la fin de sa vie, Flothuis prit une part active dans la vie musicale hollandaise.

## Œuvres

### Orchestre
- 1939-1940 Concertino, pour flûte, hautbois, clarinette, saxophone, trompette, timbales, piano et cordes, opus 8 
  1. Allegro aperto
  2. Allegretto con moto (alla viennese)
  3. Lento
  4. Andante amoroso con moto
  5. Allegretto con moto e leggiero
  6. Poco sostenuto-Vivace-Poco sostenuto
  7. Allegro vivace
- 1944 Concert pour flûte et orchestre, opus 19
  1. Introduzione-Tango e Walzer-Coda
  2. Rondo
  3. Variazioni
- 1945 Concerto pour cor principal et petit orchestre, opus 24 
  1. Assez animé
  2. Grave et très soutenu
  3. Vif et alerte
- 1946 Valses sentimentales, opus 21
- 1946-1948 Concert pour piano et petit orchestre,  opus 30
  1. Allegretto piacevole
  2. Larghetto
  3. Molto vivace
- 1949 Capriccio pour orchestre à cordes, opus 35 nr. 2
- 1951 Concert pour alto et petit orchestre, opus 39 
  1. Moderato
  2. Vivace
  3. Adagio
- 1952 Slaet of ten trommele, musique de film pour petit orchestre, opus 45
- 1953 Fantasia per arpa e piccola orchestra, opus 51
- 1954-1955 Sinfonietta concertante pour clarinette en La, saxophone alto (en Mi et petit orchestre, opus 55
- 1955 Concert-ouverture, opus 56
- 1956 Rondo festoso pour orchestre, opus 57
- 1957 Concert pour clarinette et orchestre, opus 58
  1. Andante con moto-Allegro-Andante con moto
  2. Allegretto leggiero-Lento-Allegretto leggiero
- 1957 Symfonische muziek pour grand orchestre, opus 59
  1. Allegro
  2. Adagio molto espressivo, un poco strascinante
  3. Allegro agitato
  4. Andante maestoso
- 1962 Spes patriae, sinfonietta pour petit orchestre, opus 62 
  1. Allegro con spirito
  2. Passacaglia con intermezzi (Andante tranquillo)
  3. Allegro vivace e impetuoso
- 1963 Espressioni cordiali, sei bagattelle per orchestra a corde, opus 63
- 1964 Celdroom, scène radiophonique pour récitant, chœur et orchestre, opus 65 - texte de H. M. van Randwijk
- 1964 Canti e giuochi, per flauto, oboe, clarinetto, fagotto, corno, orchestra a corde
- 1968 Concertino, per oboe e piccola orchestra, opus 70b
- 1971 Per sonare ed ascoltare, cinque canzoni per flauto ed orchestra, opus 73
  1. Chiaro e maestoso
  2. Vivace
  3. Adagio ma non troppo
  4. Allegretto leggiero
  5. Finale retrospettivo
- 1977-1978 Five minute pieces for orchestra
- 1979 Cantus amoris pour orchestre à cordes, opus 78
- 1981 Frivolités, trois études pour orchestre à cordes, opus 81
- 1993 Poème, pour harpe et petit orchestre, opus 96

### Œuvres pour fanfares ou orchestre d'harmonie
- 1949 Capriccio, opus 35 nr. 1

### Cantates, Oratorio, musique sacrée
- 1946 Cantata Silesiana, opus 29 - texte d'Angelus Silesius
- 1948-1949 Love and strife, cantate sérieuse pour contralto, flûte, hautbois, alto et violoncelle, opus 34 - texte de Kathleen Raine
  1. Mourning in spring 1943
  2. Sorrow
  3. Heroes
  4. Interlude
  5. Venus
  6. The moment
  7. Winged eros
- 1951 Een Amsterdamsch lied, cantate, opus 40 - texte de Jan Campert
- 1968 Fantasia quasi una cantata, opus 71 - texte d'Andri Peer
- 1985-1986 Santa Espina, pour mezzo-soprano et orchestre, d'après La Santa Espina d'Enric Morera i Viura, opus 88  - texte de Louis Aragon

### Œuvres pour chœurs
- 1944 Bicinia, opus 20
- 1933/1949 Het lied van 't dagelijks brood, opus 36 no.2  -  texte de Bruno Schönlank
- 1951 Vier antieke fragmenten, a cappella, opus 41 
  1. Voorzang -
  2. Avondlied -
  3. Spreuk -
  4. Danslied -
- 1952 Lente, pour chœur d'hommes a cappella, opus 36 nr. 3
- 1953 Round, pour chœurs mixtes, opus 50 - tekst: Orlando Gibbons
- 1960 Seizoenen pour chœurs de femmes et flûte, opus 61
- 1976 Een lied voor Helene, pour chœur d'hommes
- 1980 Music for USC, pour chœur mixtes a cappella, opus 79
  1. Love is anterior to life - texte d'Emily Dickinson
  2. Central Park at dusk - texte de Sara Teasdale
  3. Forgetfulness - texte de Hart Crane
  4. Vagabonds - texte de Langston Hughes
  5. Dark summer - texte de Louise Bogan
- 1985 Herinnering, opus 93 -  texte de Clara Eggink et Bertus Aafjes

### Musice vocale avec orchestre ou ensemble
- 1937-1938 Vier Morgenstern liederen, opus 3 - textes de Christian Morgenstern
  1. Der Morgen war von Dir erfüllt
  2. Es ist Nacht
  3. O, Nacht
  4. Wasserfall bei Nacht
- 1939-1940 Sonnet, voor mezzo-sopraan en orkest, opus 9 -  tekst: Ernst Toller
- 1940-1945 Twee sonnetten, voor mezzo-sopraan of bariton en piano, opus 10
  1. Hy droech onse smerten - texte de Jacobus Revius
  2. Rebel, mijn hart - texte de  Jan Campert
- 1942 Kleine ouverture, pour soprano et orchestre, opus 14 - texte de Christian Morgenstern
- 1943 Vorfrühling, pour mezzo-soprano et piano, opus 15
  1. Die blätterlosen Pappeln stehn so fein - texte de Christian Morgenstern
  2. Es läuft der Frühlungswind durch kahle Alleen - texte de Hugo von Hofmannsthal
  3. Härte schwand - texte de Rainer Maria Rilke
- 1945-1947 Tricinia, pour ténor, baryton et basse, opus 25
- 1947-1948 To an old love, pour mezzo-soprano et orchestre, opus 32 - texte d'Ellen Marsh
- 1948-1950 Four trifles, opus 33
- 1949-1951 Zes Nederlandse volksliederen - Serie I, pour deux voix, opus 43
- 1951 Zes Nederlandse minneliederen - Serie III, pour deux voix et instruments, opus 43
- 1952  Kleine suite (vocalises), pour soprano et piano, opus 47
  1. Maestoso
  2. Con grazia, non troppo vivo
  3. Molto tranquillo
  4. Vivace e leggiero
  5. Lento grazioso
- 1952/1995 Kleine suite (vocalises), pour soprano, flûte, violon, alto, violoncelle et harpe, opus 47a
- 1953 Negro lament pour contralto, saxophone et piano, opus 49 - texte de Langston Hughes
  1. Proem
  2. Harlem night song
  3. Troubled woman
  4. The white ones
  5. Roland Hayes beaten (Georgia: 1942)
  6. Epilogue
- 1958-1960 Odysseus and Nausikaa, madrigal pour quatuor vocal et harpe, opus 60 - textes d'Homère et de Sappho
- 1965 Hymnus, pour soprano et orchestre, opus 67 - texte d'Ingeborg Bachmann, "An die Sonne"
- 1978 Hommage à Mallarmé, pour chant, flûte, violoncelle et piano, opus 80 - poème de Stéphane Mallarmé
- 1983 Vrijheid, pour récitant, chœurs, flûte, harpe et cordes, opus 83
  1. Introitus
  2. Koor
  3. Canon
  4. Lied
  5. Koraal en Arioso
  6. Lied (herhaling)
  7. Intermezzo
  8. Finale en coda
- 1988 November, drei Lieder nach deutschen Gedichten für Mezzosopran und Klavier, opus 90
- 1992 ... ein fremdes Völkchen ..., Gedichte von Rose Ausländer für vier Frauenstimmen (2 sopranen en 2 alten) gesetzt, Opus 95
- 1996 Drei Lieder nach Gedichten von Günter Eich, pour mezzo-soprano et piano, opus 99
  1. Wie grau es auch regnet
  2. Die Totentrompete
  3. Die Häherfeder
- 1996-1997 Drei Lieder nach Gedichten von Günter Eich, pour mezzo-soprano et petit ensemble, opus 99a
- 1997 Adagio, für Streichorchester und Sprecherin, Opus 100 - texte de Sophie Scholl
- 2001 Saraband, pour mezzo-soprano et harpe, opus 103

### Musique de chambre
- 1937 Sonate pour violoncelle seul, opus 2
  1. Andante
  2. Allegro
  3. Adagio
- 1939 Muziek bij Het drijvende eiland, pour flûte, deux clarinettes, trompette, percussions, violon, contrebasse et piano, opus 5
- 1942 Quintet, pour flûte, hautbois, clarinette, basson et clarinette basse, opus 13
- 1944 Aria, pour trompette et piano, opus 18
- 1944 Duettino pastorale pour deux violons, opus 23 no. 2
- 1945 Ronde champêtre pour flûte et clavecin, opus 19b
- 1945 Sonatine, pour trompette, cor et trombone, opus 26
- 1945 Trois pièces, pour deux cors, opus 24a
- 1946 Vier bagatellen pour violon et piano, opus 23
- 1950 Partita, pour violon et piano, opus 38 no. 1
- 1950-1951 Trio serio, pour alto, violoncelle et piano, opus 38 no. 2
- 1951 Sonata da camera, per flauto e arpa, opus 42
- 1951 Zes canonische inventies - Serie II, pour deux flûtes à bec, opus 43
- 1952  Divertimento, opus 46
  1. Entrata
  2. Scherzo 1
  3. Canzone
  4. Scherzo 2
  5. Rondo
  6. Congedo
- 1952 Kwartet, pour quatuor à cordes, opus 44
  1. Allegro impetuoso
  2. Lento
  3. Allegro appassionato
  4. Allegretto leggiero
  5. Finale (Poco adagio)
- 1963 Quattro invenzioni, pour quatre cors, opus 64
- 1967 Concertino, pour hautbois et trio à cordes, opus 70a
- 1975 Sonata, pour flûte et flûte alto (en Sol), opus 76 nr. 2
- 1978 Pastorale, pour flûte de Pan
- 1978 Canzone, pour deux clarinettes, cor de basset et clarinette basse, opus 76 nr. 4
- 1983-1984 Trois nocturnes, pour violoncelle et harpe, opus 84
- 1985 Sonate, pour hautbois, cor et clavecin, opus 85
- 1985-1986 Capriccio, pour quatuor de saxophones, opus 86
- 1986 Preludio e fughetta, pour trois trompettes en Ut, opus 76 nr. 8
- 1987 Adagio, pour violon et piano, opus 89
- 1989 Preludio, notturno e capriccio, pour trio à cordes, opus 91
- 1990 Impromptu pour alto solo
- 1991-1992 Quartetto II (Fantasia), pour quatuor à cordes, opus 94
- 1994-1995 Quintette, pour flûte, violon, alto, violoncelle et harpe, opus 97
- 1996 Duetto per due violini, opus 98

### Œuvres pour orgues
- 1979 Eine alte Geschichte

### Œuvres pour piano
- 1934 Scherzino, opus 0
- 1935-1936 10 eenvoudige klavierstukken, opus 1
- 1937-1938 Suite voor piano
- 1944 Valses sentimentales, voor piano vierhandig, opus 21
- 1945 Oost West, thuis best, opus 27
- 1947 Six moments musicaux, opus 31
- 1954 Valses nobles, voor piano vierhandig, opus 52
- 1969-1970 Fünf Epigramme und ein Capriccio, voor piano solo, opus 72
- 1989-1990 Paesaggi, (Paysages - Landschaften) una fantasia per pianoforte, opus 92

### Œuvres pour clavecin
- 1953 Suite pour clavecin 
  1. Toccata
  2. Intermezzo I
  3. Passacaglia
  4. Intermezzo II (Canon)
  5. Fuga

### Œuvres pour harpe
- 1950 Pour le tombeau d'Orphée, danse élégiaque pour harpe seule
- 1951 Kleine suite, pour douze harpes
  1. Prelude
  2. Allegro
  3. Valse lente
  4. Fughetta
  5. Finale
- 1963 Berceuse brève, pour harpe, opus 75 nr. 1
- 1969 Allegro vivace, per due arpe, opus 75 no. 2
- 1975 Molto lento, pour harpe, opus 75 no. 3
- 1978 Allegro, con precisione, pour harpe,opus 75 nr. 4
- 1984/1994 Allegro fugato, pour trois harpes, opus 75 nr. 5
- 1985-1986 Six easy studies for harp, opus 87
- 1986 Sonorités opposées, pour harpe seule, opus 75 no. 6
- 1999 Rapsodie, pour harpe, opus 102

### Œuvres pour guitare
- 1944 Twee stukken voor gitaar, opus 22 
  1. Folia
  2. Habanera

### Œuvres pour percussions
- 1975/1998 Adagio, pour percussions et piano à 4 mains, opus 74

## Publications
- Mozart. Den Haag. 1940.
- Hedendaagse Engelse componisten. Amsterdam. 1949.
- Pianomuziek. Bilthoven. 1959.
- Mozarts Bearbeitungen eigener und fremder Werke. 1969 (dissertatie)
- Notes on notes: selected essays. 1974.
- Mahler interpretiert Mahler. 1981.
- 75 jaar GeNeCo: de geschiedenis van het Nederlands Genootschap van Componisten. 1988.
- Denken over muziek, een bundel eerder verschenen artikelen. Kampen. 1993.
- ... exprimer l'inexprimable ..., essai sur la mélodie française depuis Duparc. 1996.
- Mozarts Klavierkonzerte - Ein musikalischer Werkführer, Verlag: Beck. 1998.  (ISBN 3406418740)
- Mozarts Streichquartette - Ein musikalischer Werkführer, Verlag: Beck. 1998. 120 p.  (ISBN 3406433065)
- Autograph - Abschrift - Erstdruck. Eine kritische Bewertung. in  Mozart-Jahrbuch 2001.  Bärenreiter, Kassel. 2003. 506 p.

## Source
- (nl) Cet article est partiellement ou en totalité issu de l’article de Wikipédia en néerlandais intitulé « Marius Flothuis » (voir la liste des auteurs).